# I. liga 1992-1993
L'edizione 1992/93 del campionato cecoslovacco di calcio vide la vittoria finale dello Sparta Praga. Fu anche l'ultimo, in quanto dal dissolvimento della Cecoslovacchia le neonate Repubblica Ceca e Slovacchia organizzeranno due campionati separati.
Capocannoniere del torneo fu Peter Dubovský dello Slovan Bratislava con 24 reti.

## Classifica finale
|    | Classifica                | G  | V  | N  | P  | GF | GS | DR  | Pti |
| -- | ------------------------- | -- | -- | -- | -- | -- | -- | --- | --- |
| 1  | Sparta Praga              | 30 | 23 | 2  | 5  | 66 | 24 | +42 | 48  |
| 2  | Slavia Praga              | 30 | 18 | 7  | 5  | 70 | 28 | +42 | 43  |
| 3  | Slovan Bratislava         | 30 | 19 | 4  | 7  | 61 | 31 | +30 | 42  |
| 4  | DAC Dunajská Streda       | 30 | 16 | 5  | 9  | 46 | 36 | +10 | 37  |
| 5  | Sigma Olomouc             | 30 | 14 | 7  | 9  | 44 | 38 | +6  | 35  |
| 6  | Baník Ostrava             | 30 | 10 | 11 | 9  | 47 | 38 | +9  | 31  |
| 7  | Inter Slovnaft Bratislava | 30 | 14 | 3  | 13 | 46 | 42 | +   | 31  |
| 8  | Boby Brno                 | 30 | 13 | 5  | 12 | 40 | 51 | -11 | 31  |
| 9  | Spartak Hradec Králové    | 30 | 10 | 7  | 13 | 32 | 36 | -4  | 27  |
| 10 | Vítkovice                 | 30 | 9  | 9  | 12 | 30 | 44 | -14 | 27  |
| 11 | Tatran Prešov             | 30 | 9  | 8  | 13 | 42 | 40 | +2  | 26  |
| 12 | Nitra                     | 30 | 6  | 13 | 11 | 27 | 38 | -11 | 25  |
| 13 | České Budějovice JCE      | 30 | 9  | 5  | 16 | 36 | 39 | -3  | 23  |
| 14 | Dukla Praga               | 30 | 7  | 5  | 18 | 38 | 74 | -36 | 19  |
| 15 | Bohemians ČKD Praga       | 30 | 5  | 9  | 16 | 23 | 53 | -30 | 19  |
| 16 | Spartak ZTS Trnava        | 30 | 3  | 10 | 17 | 24 | 60 | -36 | 16  |

Regolamento originario: due retrocessioni. Annullate poi in Slovacchia. In Cechia si mantenne almeno una sfida interdivisionale: 16 giugno Jablonec-Bohemians 1-1; 23 giugno Bohemians-Jablonec 2-0.
Alla Cecoslovacchia fu riconosciuto un terzo posto in Coppa UEFA dalla dotazione della Jugoslavia bannata dall'ONU. Al Brno fu comunque riconosciuto un posto in Coppa Coppe in quanto semifinalista ceca perdente contro lo Sparta Praga della Coppa di Cecoslovacchia, poi vinta da un club cadetto slovacco.

## Verdetti
- Sparta Praga Campione di Cecoslovacchia 1992/93.
- Sparta Praga ammessa alla UEFA Champions League 1993-1994.
- Slavia Praga, Slovan Bratislava, DAC Dunajská Streda ammesse alla Coppa UEFA 1993-1994.